# Списак ликова серијала Пустоловине са Дигимонима
Ово је списак свих ликова из аниме серијала Пустоловине са Дигимонима.

## Изабрана деца и њихови Дигимони

### Таичи и Агумон

#### Таичи Јагами
Таичи Јагами је један од главних протагонииста прве и треће сезоне, док у другој има споредну улогу. Његов партнер је Агумон. Један је од осморо Изабране деце која су посведочила окршају Дигимона у Токију, да би 4 године касније била послата у Дигитални свет, да се са својим партнерима боре за судбину и Дигиталног и стварног света. Носитељ је грба храбрости.
Таичи је рођени вођа групе, због чега је у честим сукобима са Јаматом, који сматра да су Таичијеви поступци превише исхитрени и опасни по све у групи. Особина која га највише краси је храброст, док је са друге стране тврдоглавост, која га често наводи на неке погрешне одлуке. Агумон га увек подржава, а поготово у битним и тешким ситуацијама када му зафали храбрости за неку тешку одлуку. Изузетно је заштитнички настројен према својој млађој сестри Хикари, која се нешто касније прикључила групи. Један од разлога за то је инцидент у ком Хикари умало није изгубила живот због њега.